# 短头塔氏鱼
短头塔氏鱼（学名：Talismania brachycephala）为黑头鱼科塔氏鱼属的鱼类。分布于西太平洋以及东海冲绳海槽等，深度940-955公尺，棲息在中層水域，生活習性不明。该物种的模式产地在冲绳海槽。